# 李富林
李富林（1960年1月—2019年3月23日），山西灵丘人，中华人民共和国政治人物。1980年8月参加工作，1984年5月加入中国共产党。曾任山西省公安厅副厅长，中共山西省委政法委副书记，海南省公安厅厅长，海南省副省长。

## 生平
1978年9月至1980年8月，在山西省政法干部学校公安中专班学习。1980年8月，在山西省公安厅工作。1990年6月，任朔州市公安局副局长。1991年1月，任朔州市公安局副局长兼朔城分局局长。1993年4月，任朔州市公安局副局长、党委副书记(1990年8月-1993年7月，在中国刑事警察学院刑事侦察专业学习)。1994年4月，任晋城市公安局局长。1996年5月，任晋城市副市长兼公安局局长。1997年2月，任晋城市副市长(1998年11月-2000年11月，在天津财经学院工商管理专业研究生课程班学习)。2006年4月，任山西省公安厅副厅长。2011年6月，任中共山西省委政法委副书记(负责常务工作)，省综治办主任。
2012年6月，任海南省省长助理、海南省公安厅厅长、督察长，省委政法委委员。2013年5月，兼任省委政法委副书记。2015年5月，任海南省副省长。2017年1月，被免去海南省副省长职务。2017年2月，当选海南省政协副主席。